# Citeria

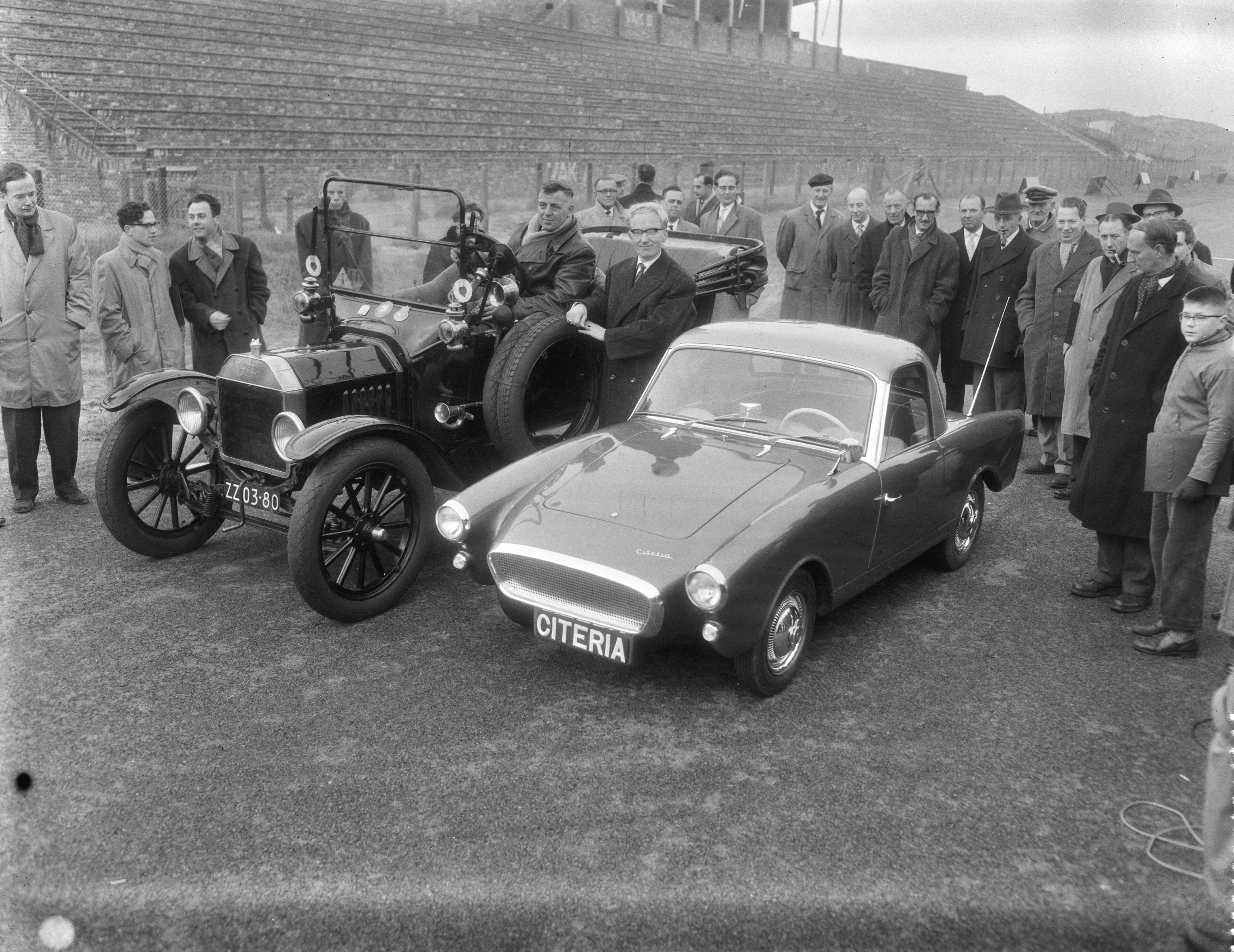
Presentatie van de Citeria op het circuit van Zandvoort, 17 november 1958. Naast de Citeria een Ford uit 1900, in het midden de ontwerper Van Beekum.

Citeria was een Nederlands automerk.

## Geschiedenis
Op 17 november 1958 werd op het Nederlandse circuit Zandvoort de nieuwe Citeria sportauto voorgesteld. Het was een polyester auto met een tweecilinder BMW 4-takt motor en had al een volledige onafhankelijke wielophanging, waarmee de Citeria zo'n 135  km/uur kon halen.
De auto was ontworpen om het verlies van het vorige Bellcar project terug te kunnen verdienen. Het initiatief lag bij garagehouder Puck van Beekum, Met medewerking van technicus Han van der Blij kon hij worden gerealiseerd. Na ongeveer 2 jaar bouwen en testen op het circuit Zandvoort was definitieve auto klaar voor de presentatie op circuit Zandvoort. Formule 1 rijders Stirling Moss en Carel Godin de Beaufort waren bij de onthulling aanwezig en de NTS was er voor de televisie opname. Jonkheer Godin de Beaufort reed een demonstratie met deze unieke dwergsportauto op het circuit.
Enige dagen later werd Van Beekum gearresteerd voor financiële wanorde en kreeg later tweeënhalf jaar cel opgelegd.
De enige wagen die daadwerkelijk gemaakt werd voor de mondiale presentatie, bestaat nog steeds en is in een uitstekende originele conditie. Hij bevindt zich in een private autocollectie van Wil van Buuren.